# Kian Ronan
Kian Ronan (Harlow, 9 marzo 2001) è un calciatore inglese naturalizzato gibilterriano, centrocampista del King's Lynn Town e della nazionale gibilterriana.

## Carriera

### Club
Cresce calcisticamente in Inghilterra nelle giovanili dell'Ipswich Town, prima di trasferirsi a Gibilterra giocando nella massima serie gibilterriana con Manchester 62 e Lincoln Red Imps.
L'8 luglio 2023, rimasto svincolato dal Lincoln, torna in Inghilterra al King's Lynn Town.

### Nazionale
Dopo aver rappresentato la propria 
nazione a livello giovanile, il 5 settembre 2020 ha esordito in nazionale maggiore in UEFA Nations League contro la nazionale sammarinese.

## Statistiche

### Cronologia presenze e reti in nazionale
| Cronologia completa delle presenze e delle reti in nazionale ― Gibilterra | Cronologia completa delle presenze e delle reti in nazionale ― Gibilterra | Cronologia completa delle presenze e delle reti in nazionale ― Gibilterra | Cronologia completa delle presenze e delle reti in nazionale ― Gibilterra | Cronologia completa delle presenze e delle reti in nazionale ― Gibilterra | Cronologia completa delle presenze e delle reti in nazionale ― Gibilterra | Cronologia completa delle presenze e delle reti in nazionale ― Gibilterra | Cronologia completa delle presenze e delle reti in nazionale ― Gibilterra |
| Data                                                                      | Città                                                                     | In casa                                                                   | Risultato                                                                 | Ospiti                                                                    | Competizione                                                              | Reti                                                                      | Note                                                                      |
| ------------------------------------------------------------------------- | ------------------------------------------------------------------------- | ------------------------------------------------------------------------- | ------------------------------------------------------------------------- | ------------------------------------------------------------------------- | ------------------------------------------------------------------------- | ------------------------------------------------------------------------- | ------------------------------------------------------------------------- |
| 5-9-2020                                                                  | Gibilterra                                                                | Gibilterra                                                                | 1 – 0                                                                     | San Marino                                                                | UEFA Nations League 2020-2021 - 1º turno                                  | -                                                                         | 84’                                                                       |
| 7-10-2020                                                                 | Ta' Qali                                                                  | Malta                                                                     | 2 – 0                                                                     | Gibilterra                                                                | Amichevole                                                                | -                                                                         | 46’                                                                       |
| 11-11-2020                                                                | Sofia                                                                     | Bulgaria                                                                  | 3 – 0                                                                     | Gibilterra                                                                | Amichevole                                                                | -                                                                         |                                                                           |
| 17-11-2020                                                                | Gibilterra                                                                | Gibilterra                                                                | 1 – 1                                                                     | Liechtenstein                                                             | UEFA Nations League 2020-2021 - 1º turno                                  | -                                                                         | 87’                                                                       |
| 24-3-2021                                                                 | Gibilterra                                                                | Gibilterra                                                                | 0 – 3                                                                     | Norvegia                                                                  | Qual. Mondiali 2022                                                       | -                                                                         | 67’                                                                       |
| 30-3-2021                                                                 | Gibilterra                                                                | Gibilterra                                                                | 0 – 7                                                                     | Paesi Bassi                                                               | Qual. Mondiali 2022                                                       | -                                                                         | 31’ 41’                                                                   |
| 4-6-2021                                                                  | Capodistria                                                               | Slovenia                                                                  | 6 – 0                                                                     | Gibilterra                                                                | Amichevole                                                                | -                                                                         | 68’                                                                       |
| 7-6-2021                                                                  | Andorra la Vella                                                          | Andorra                                                                   | 0 – 0                                                                     | Gibilterra                                                                | Amichevole                                                                | -                                                                         |                                                                           |
| 1-9-2021                                                                  | Riga                                                                      | Lettonia                                                                  | 3 – 1                                                                     | Gibilterra                                                                | Qual. Mondiali 2022                                                       | -                                                                         | 90’                                                                       |
| 4-9-2021                                                                  | Gibilterra                                                                | Gibilterra                                                                | 0 – 3                                                                     | Turchia                                                                   | Qual. Mondiali 2022                                                       | -                                                                         |                                                                           |
| 7-9-2021                                                                  | Oslo                                                                      | Norvegia                                                                  | 5 – 1                                                                     | Gibilterra                                                                | Qual. Mondiali 2022                                                       | -                                                                         |                                                                           |
| 8-10-2021                                                                 | Gibilterra                                                                | Gibilterra                                                                | 0 – 3                                                                     | Montenegro                                                                | Qual. Mondiali 2022                                                       | -                                                                         |                                                                           |
| 11-10-2021                                                                | Rotterdam                                                                 | Paesi Bassi                                                               | 6 – 0                                                                     | Gibilterra                                                                | Qual. Mondiali 2022                                                       | -                                                                         | 46’                                                                       |
| 16-11-2021                                                                | Gibilterra                                                                | Gibilterra                                                                | 1 – 3                                                                     | Lettonia                                                                  | Qual. Mondiali 2022                                                       | -                                                                         | 67’ 70’                                                                   |
| 23-3-2022                                                                 | Gibilterra                                                                | Gibilterra                                                                | 0 – 0                                                                     | Grenada                                                                   | Amichevole                                                                | -                                                                         | 83’                                                                       |
| 26-3-2022                                                                 | Gibilterra                                                                | Gibilterra                                                                | 0 – 0                                                                     | Fær Øer                                                                   | Amichevole                                                                | -                                                                         | 84’                                                                       |
| 2-6-2022                                                                  | Tbilisi                                                                   | Georgia                                                                   | 4 – 0                                                                     | Gibilterra                                                                | UEFA Nations League 2022-2023 - 1º turno                                  | -                                                                         | 46’                                                                       |
| 9-6-2022                                                                  | Gibilterra                                                                | Gibilterra                                                                | 1 – 1                                                                     | Bulgaria                                                                  | UEFA Nations League 2022-2023 - 1º turno                                  | -                                                                         | 85’                                                                       |
| 12-6-2022                                                                 | Skopje                                                                    | Macedonia del Nord                                                        | 4 – 0                                                                     | Gibilterra                                                                | UEFA Nations League 2022-2023 - 1º turno                                  | -                                                                         | 46’                                                                       |
| 23-9-2022                                                                 | Razgrad                                                                   | Bulgaria                                                                  | 5 – 1                                                                     | Gibilterra                                                                | UEFA Nations League 2022-2023 - 1º turno                                  | -                                                                         |                                                                           |
| 26-9-2022                                                                 | Gibilterra                                                                | Gibilterra                                                                | 1 – 2                                                                     | Georgia                                                                   | UEFA Nations League 2022-2023 - 1º turno                                  | -                                                                         | 63’                                                                       |
| 24-3-2023                                                                 | Faro                                                                      | Gibilterra                                                                | 0 – 3                                                                     | Grecia                                                                    | Qual. Euro 2024                                                           | -                                                                         | 86’                                                                       |
| 27-3-2023                                                                 | Rotterdam                                                                 | Paesi Bassi                                                               | 3 – 0                                                                     | Gibilterra                                                                | Qual. Euro 2024                                                           | -                                                                         | 76’                                                                       |
| 16-6-2023                                                                 | Faro                                                                      | Gibilterra                                                                | 0 – 3                                                                     | Francia                                                                   | Qual. Euro 2024                                                           | -                                                                         | 70’                                                                       |
| 19-6-2023                                                                 | Dublino                                                                   | Irlanda                                                                   | 3 – 0                                                                     | Gibilterra                                                                | Qual. Euro 2024                                                           | -                                                                         |                                                                           |
| 6-9-2023                                                                  | Ta' Qali                                                                  | Malta                                                                     | 1 – 0                                                                     | Gibilterra                                                                | Amichevole                                                                | -                                                                         | 72’                                                                       |
| 10-9-2023                                                                 | Atene                                                                     | Grecia                                                                    | 5 – 0                                                                     | Gibilterra                                                                | Qual. Euro 2024                                                           | -                                                                         |                                                                           |
| 11-10-2023                                                                | Wrexham                                                                   | Galles                                                                    | 4 – 0                                                                     | Gibilterra                                                                | Amichevole                                                                | -                                                                         |                                                                           |
| 16-10-2023                                                                | Faro                                                                      | Gibilterra                                                                | 0 – 4                                                                     | Irlanda                                                                   | Qual. Euro 2024                                                           | -                                                                         | 83’                                                                       |
| 21-3-2024                                                                 | Faro                                                                      | Gibilterra                                                                | 0 – 1                                                                     | Lituania                                                                  | UEFA Nations League 2022-2023 - Playout                                   | -                                                                         |                                                                           |
| 26-3-2024                                                                 | Kaunas                                                                    | Lituania                                                                  | 1 – 0                                                                     | Gibilterra                                                                | UEFA Nations League 2022-2023 - Playout                                   | -                                                                         |                                                                           |
| 3-6-2024                                                                  | Faro                                                                      | Gibilterra                                                                | 0 – 2                                                                     | Scozia                                                                    | Amichevole                                                                | -                                                                         | 66’                                                                       |
| 6-6-2024                                                                  | Faro                                                                      | Gibilterra                                                                | 0 – 0                                                                     | Galles                                                                    | Amichevole                                                                | -                                                                         |                                                                           |
| 10-10-2024                                                                | Gibilterra                                                                | Gibilterra                                                                | 1 – 0                                                                     | San Marino                                                                | UEFA Nations League 2024-2025 - 1º turno                                  | -                                                                         | 77’                                                                       |
| 13-10-2024                                                                | Vaduz                                                                     | Liechtenstein                                                             | 0 – 0                                                                     | Gibilterra                                                                | UEFA Nations League 2024-2025 - 1º turno                                  | -                                                                         | 90’                                                                       |
| 15-11-2024                                                                | Serravalle                                                                | San Marino                                                                | 1 – 1                                                                     | Gibilterra                                                                | UEFA Nations League 2024-2025 - 1º turno                                  | -                                                                         | 89’                                                                       |
| 19-11-2024                                                                | Gibilterra                                                                | Gibilterra                                                                | 1 – 1                                                                     | Moldavia                                                                  | Amichevole                                                                | -                                                                         | 51’                                                                       |
| 22-3-2025                                                                 | Nikšić                                                                    | Montenegro                                                                | 3 – 1                                                                     | Gibilterra                                                                | Qual. Mondiali 2026                                                       | -                                                                         |                                                                           |
| 25-3-2025                                                                 | Faro                                                                      | Gibilterra                                                                | 0 – 4                                                                     | Rep. Ceca                                                                 | Qual. Mondiali 2026                                                       | -                                                                         |                                                                           |
| 6-6-2025                                                                  | Faro                                                                      | Gibilterra                                                                | 0 – 7                                                                     | Croazia                                                                   | Qual. Mondiali 2026                                                       | -                                                                         | 62’                                                                       |
| 9-6-2025                                                                  | Tórshavn                                                                  | Fær Øer                                                                   | 2 – 1                                                                     | Gibilterra                                                                | Qual. Mondiali 2026                                                       | -                                                                         | 83’                                                                       |
| Totale                                                                    |                                                                           | Presenze                                                                  | 41                                                                        |                                                                           | Reti                                                                      | 0                                                                         |                                                                           |

## Palmarès

### Club

#### Competizioni nazionali
- Campionato gibilterriano: 2

Lincoln Red Imps: 2020-2021, 2021-2022
- Coppa di Gibilterra: 2

Lincoln Red Imps: 2020-2021, 2021-2022